# Lomo

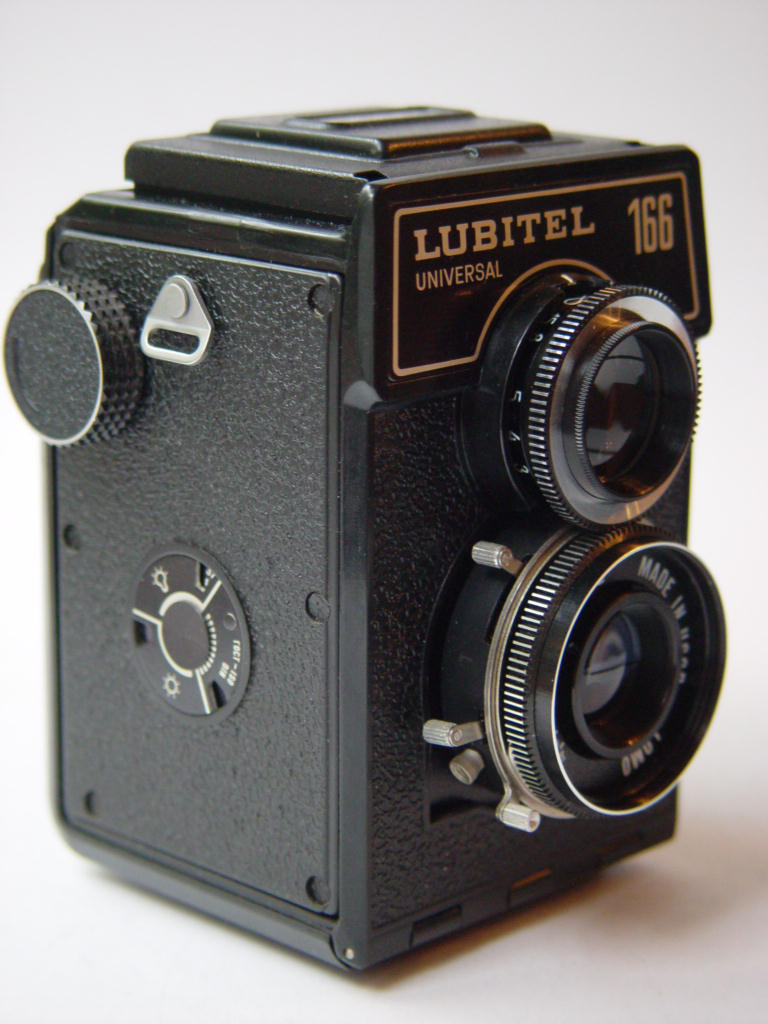
Una LOMO Lubitel 166 Universal

La LOMO, dal russo ЛОМО (Ленинградское оптико-механическое объединение, Leningradskoe Optiko-Mechaničeskoe Ob"edinenie: Associazione meccanica ottica di Leningrado), è un'azienda russa specializzata nella produzione di strumenti ottici avanzati, strumenti per uso medico, lenti, apparecchiature fotografiche e videocamere per il mercato consumer. Ha sede a San Pietroburgo.
Nel maggio 2005 è stato messo ufficialmente fuori produzione il modello principale della Lomo, cioè la LC-A, che all'epoca era tenuto in produzione in esclusiva per la Società Lomografica Austriaca. Il motivo è stato indicato nell'alto costo della manifattura di questa macchinetta, semplice nell'uso ma dall'elevato numero di componenti interni.

## Fotocamere Smena
Nel 1953 ebbe inizio la produzione di un'originale serie di fotocamere economiche da 35 mm chiamate "Smena" (Смена) (“ricambio”, “innovazione”). Il progettista fu I. Šapiro. che creò nel 1953 un nuovo prodotto sovietico originale. La Smena è stato un grande successo nella fotografia sovietica, per la semplicità d'uso e la discreta qualità delle ottiche.

### Produzione

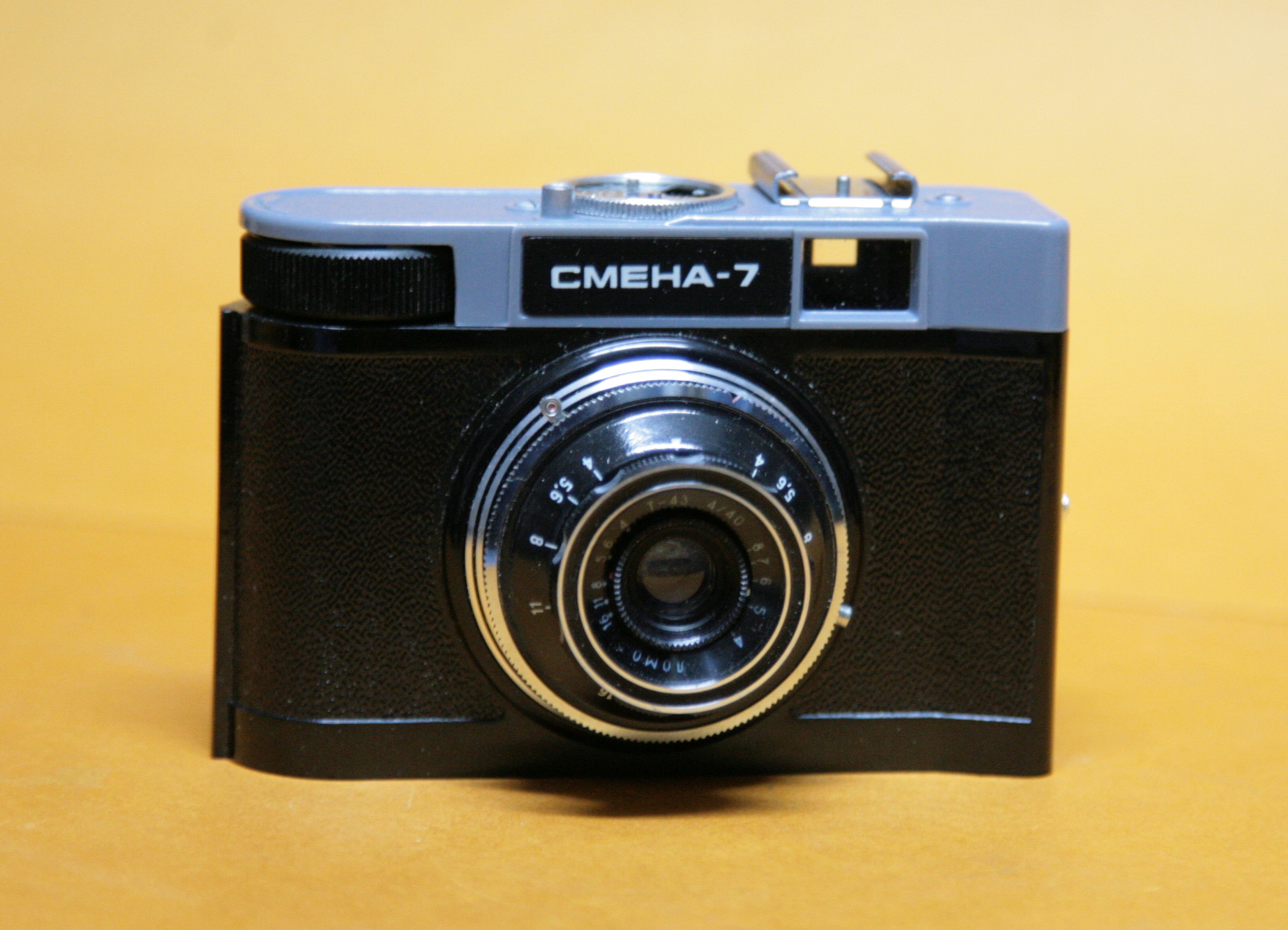
Smena 7 1969-1971

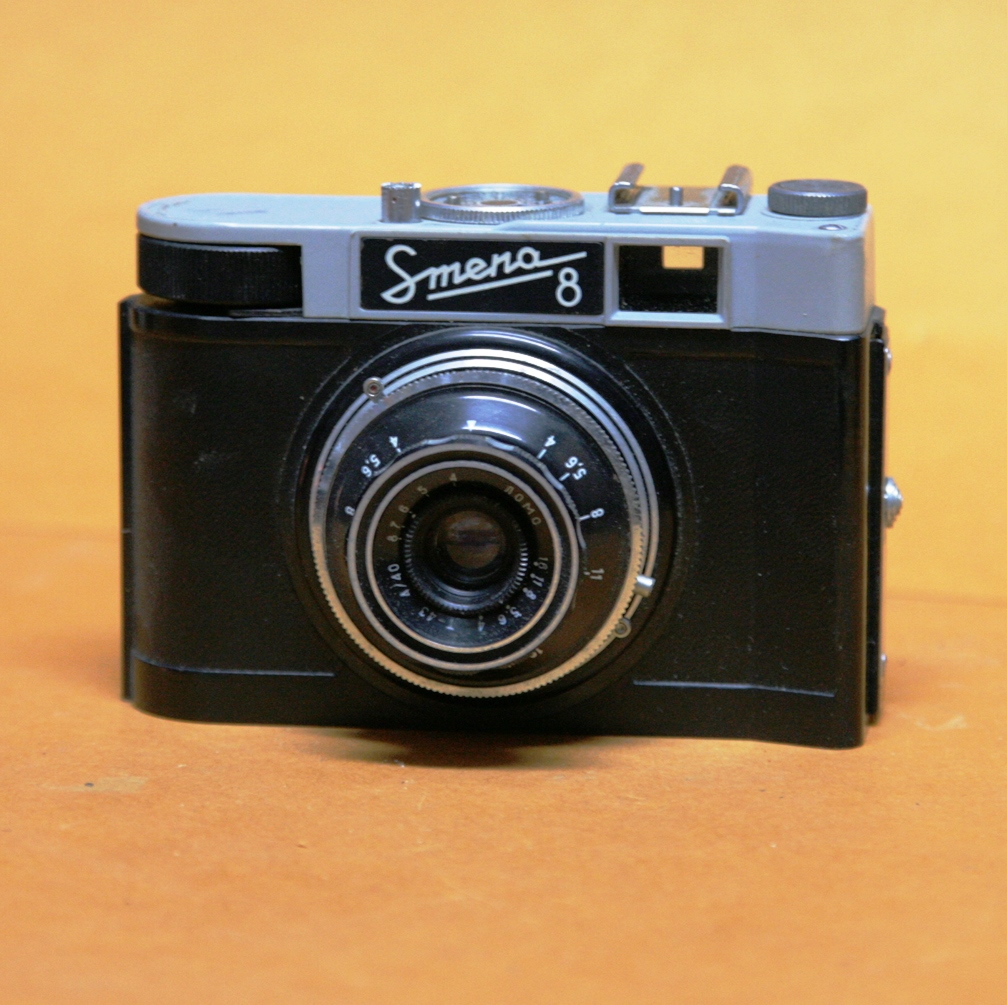
Smena 8 1963 - 1971

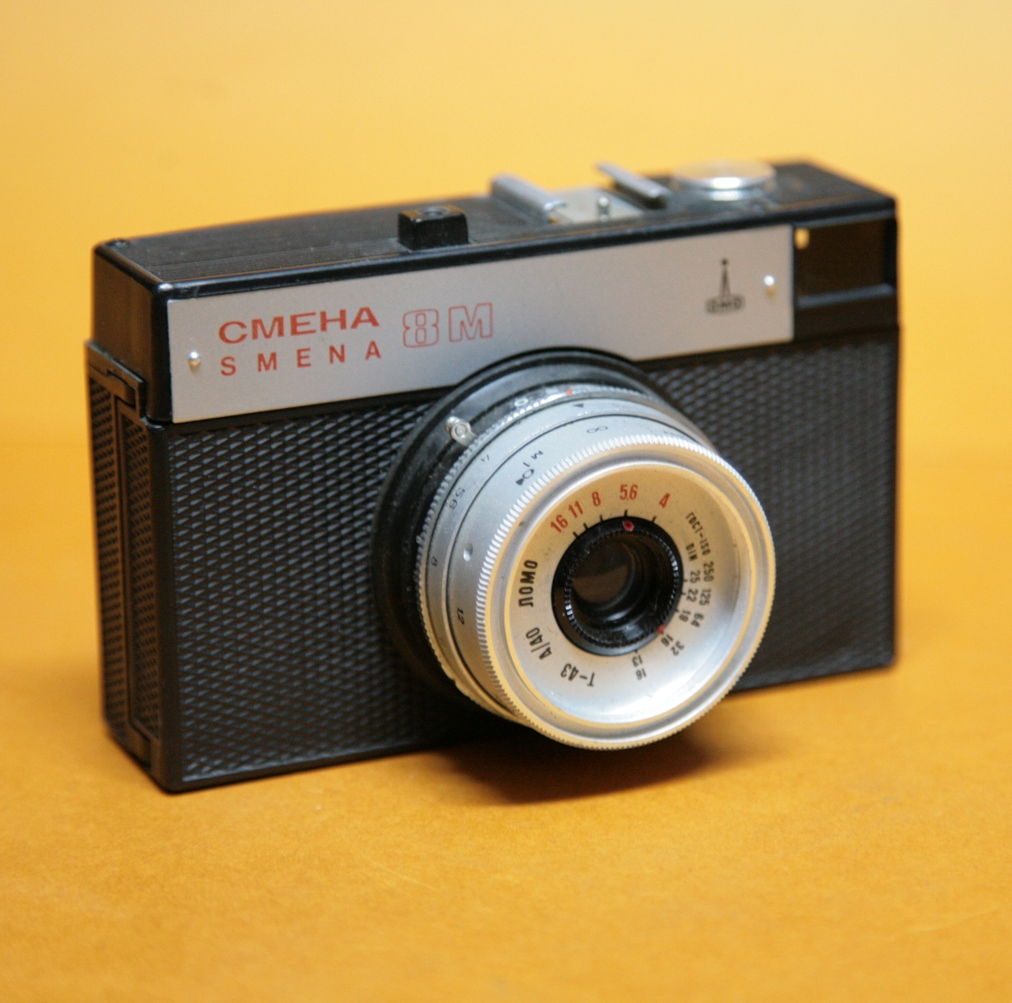
Smena 8M 1970

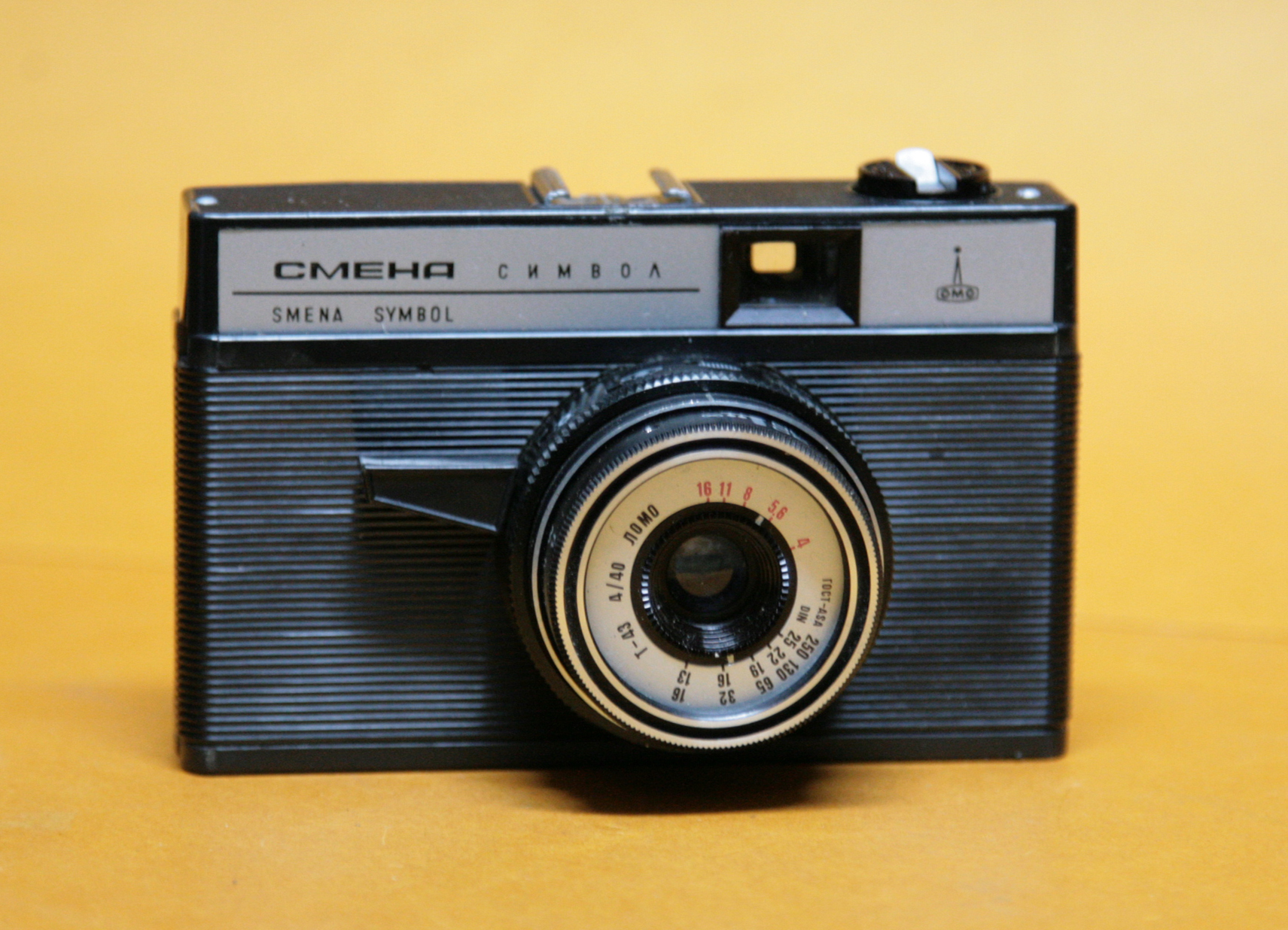
Smena SYMBOL

I modelli prodotti sono stati 25 in innumerevoli varianti avvicendatesi negli anni, sono stati prodotti in totale circa 30 milioni di pezzi.
- Smena-1 1953-1962
- Smena-2 1955-1962
- Smena-3 1958-1960
- Smena-4 1958-1960
- Janus (prototype) 1960
- Smena-M
- Smena-2M
- Smena-5 1961-1962
- Smena-6 1961-1969
- Smena-7 (prototype) 1961
- Smena-7 1969-1971 Obiettivo Triplet-43 4/40 con 5 tempi di esposizione e posa B
- Smena-8 1963-1971 Obiettivo Triplet-43 4/40 con 5 tempi di esposizione e posa B[2]
- Smena-9 1969-1971 Obiettivo Triplet-43 4/40 con 5 tempi di esposizione e posa B
- Smena-11, -12, -14, -15 1967
- Smena-8M 1970-1995 prodotto in oltre 21.000.000 di pezzi insieme allo Smema 8[2]
- Smena-35 1990-1993
- Smena-20 (prototype) 1988
- Smena Rapid 1968-1977
- Smena SL 1968-1977
- Signal-SL (prototype) 1970
- Smena Symbol 1971-1991 prodotto in oltre 4.000.000 di pezzi
- Smena-E (prototype) 1971-1972
- Ladoga, Cosmic-10 1971
- Symbol-136 (prototype) 1975
- Smena-19 1985-1989
- Smena-18 1984
- Smena Stereo (biottica stereo)
- Zenit-35F
- Lomo 35F-1
- Zenit-35FM
- Vesna
- Vesna-2
- Vzgliad

## Fotocamere Lubitel

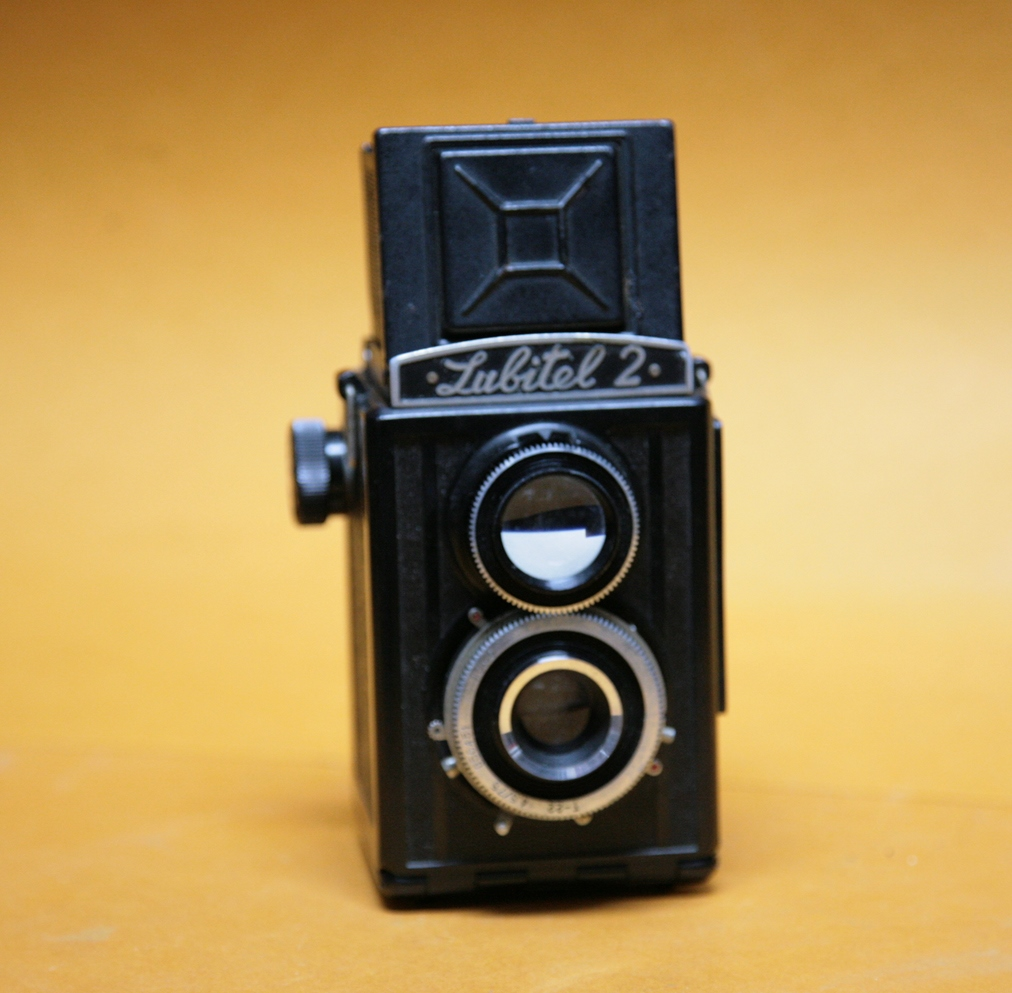
Lubitel Lomo 2 1954 - 1980, fotocamere a mirino reflex con corpo macchina di plastica o in bachelite, aperture da 4.5 a 22 con obiettivo da 80 mm.

- Lubitel 2 (1954 - 1980) prodotta in più di 2 milioni di pezzi; conosciuta anche come: Kalimar TLR100, Amatör II e Global 676. Venne anche prodotto uno scafandro subacqueo dedicato che la rendeva una fotocamera subacquea.[3]
- Lubitel 166
- Lubitel 166 B
- Lubitel 166 U
- Sputnik